# Колібрі білоголовий
Колі́брі білоголовий (Microchera albocoronata) — вид серпокрильцеподібних птахів родини колібрієвих (Trochilidae). Мешкає в Центральній Америці.

## Опис

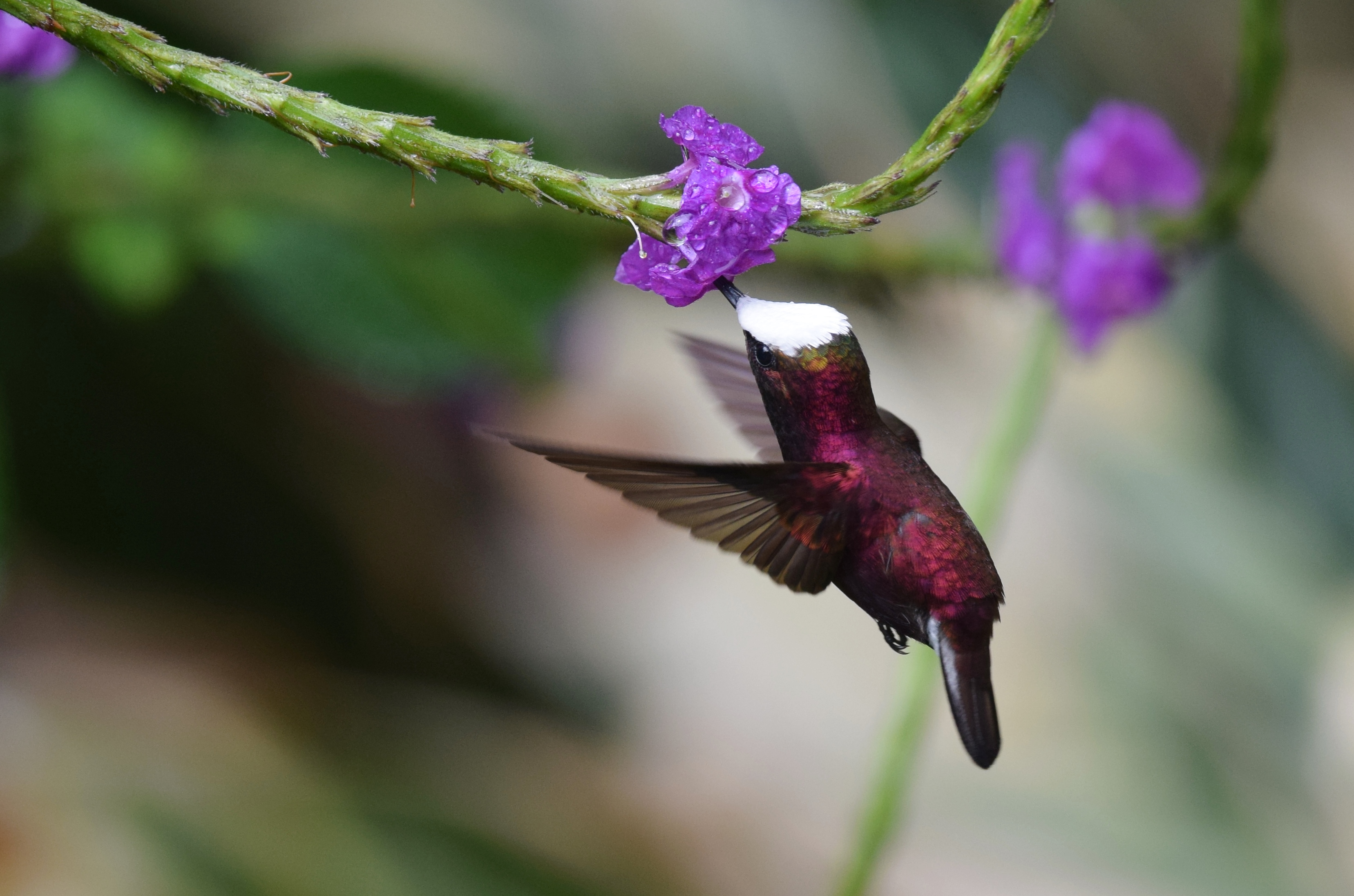
Самець білоголового колібрі живиться нектаром

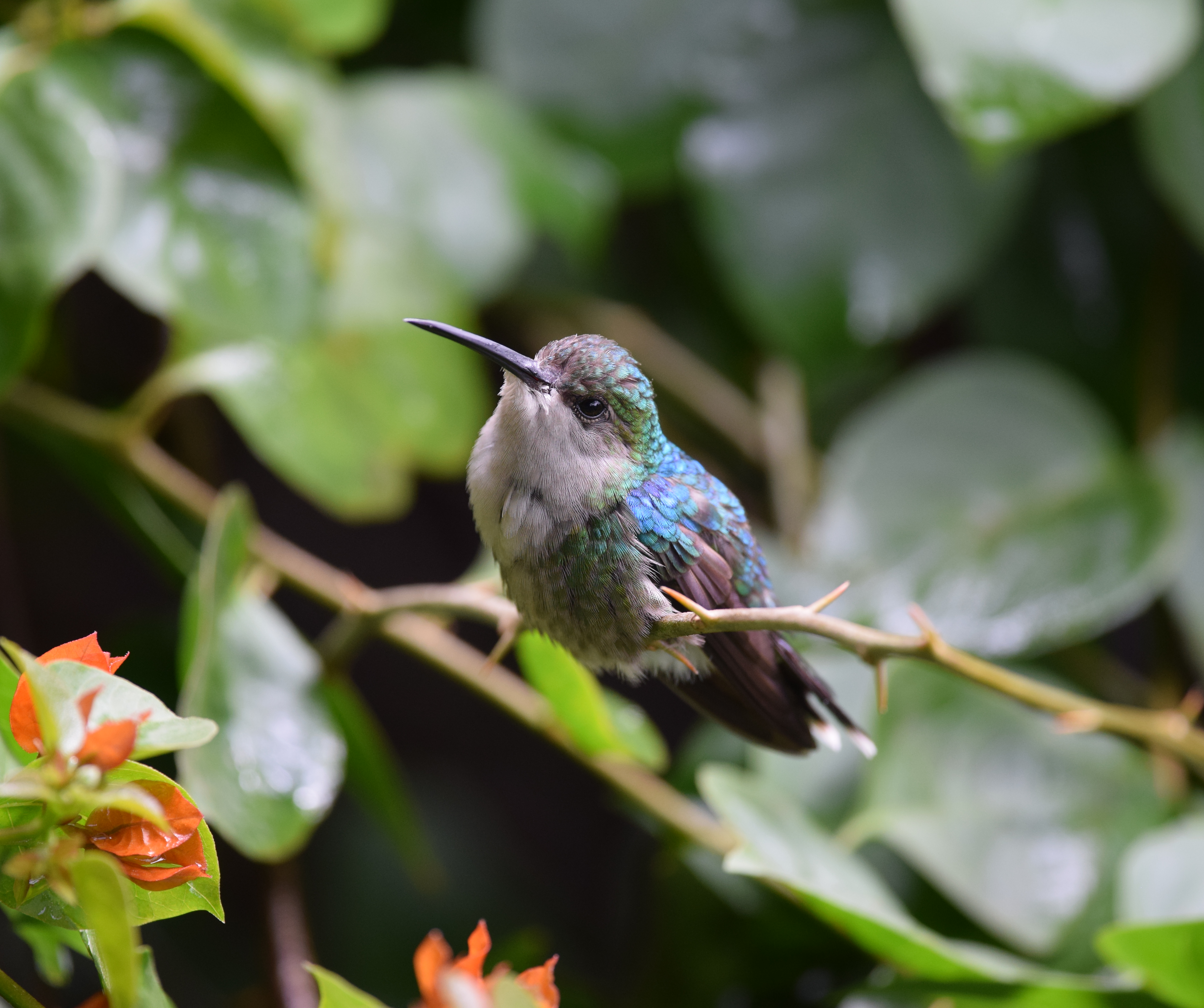
Самиця білоголового колібрі

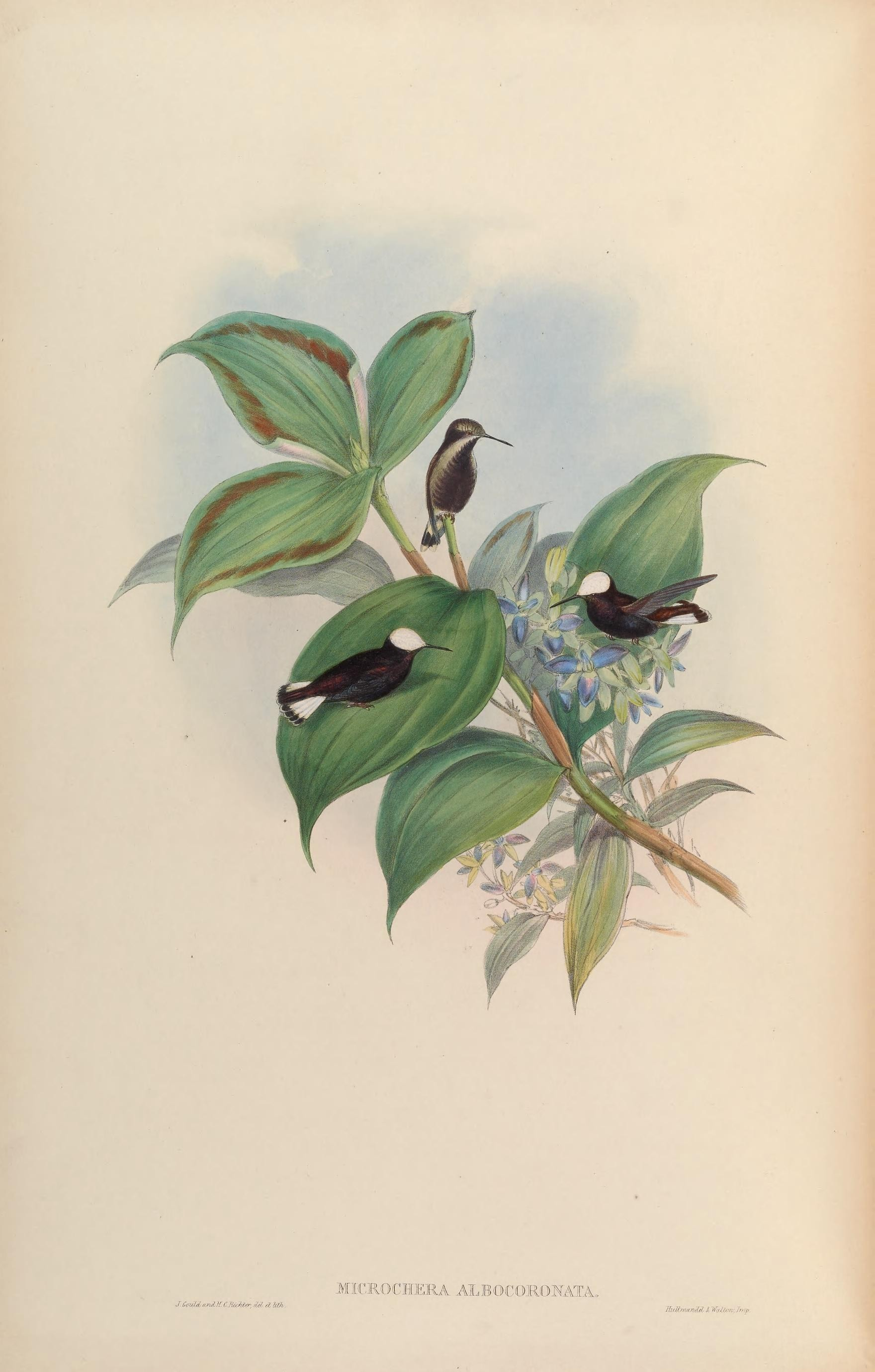
Білоголові колібрі

Довжина птаха становить 6-6,5 см, вага 2,5-2,7 г. У самців номінативного підвиду лоб і тім'я білі, потилиця пурпурово-чорна, верхня частина тіла темно-фіолетова, спина і надхвістя мають червонуватий відблиск. Обличчя і нижня частина тіла чорні з пурпурово-фіолетовим відблиском. центральні стернові пера мателево-бронзові, решта стернових пер біля основи білі, а на кінці чорні. Дзьоб короткий, тонкий, чорний, лапи чорні.
У самиць спина металево-зелена, надхвістя бронзове. Нижня частина тіла блідо-сірувато-біла. Центральні стернові пера бронзові. крайні стернові пера переважно чорні з білими плямками біля основи і на кінчиказ. Забарвлення молодих птахів є подібне до забарвлення самиць, однак є менш яскравим. У молодих птахів над очима є вузькі білі "брови". а нижня частина тіла поступово переходить з білуватого до пурпурово-чорного. Самці підвиду M. a. parvirostris вирізняються меншими білими плямами на хвості і більш яскравим мідно-пурпуровим відблиском на верхній і нижній частинах тіла.

## Підвиди
Виділяють два підвиди:
- M. a. parvirostris (Lawrence, 1865) — від східного Гондурасу до Коста-Рики;
- M. a. albocoronata (Lawrence, 1855) — захід центральної Панами.

## Поширення і екологія
Білоголові колібрі мешкають в Гондурасі, Нікарагуа, Коста-Риці і Панамі. Вони живуть у вологих рівнинних і гірських тропічних лісах, на узліссях і галявинах, в рідколіссях і на плантаціях. В Коста-Риці зустрічаються на висоті від 300 до 800 м над рівнем моря, місцями на висоті до 1000 м над рівнем моря. в Панамі на висоті від 600 до 1650 м над рівнем моря. В Коста-Риці під час негніздового пероду білоголові колібрі переважно мігруть в долини, на більш низьку висоту, однак деякі птахи в цей час трапляються на висоті 1400 м над рівнем моря.
Білоголові колібрі живляться нектаром різноманітних квітучих рослин, зокрема Warszewiczia і Hamelia з родини маренових, Inga і Pithecellobium з родини мімозових, Gurania з родини гарбузових та Norantea і Cavendishia з родини вересових, а також комахами, яких ловлять в польоті або збирають з рослинності. Вони шукають нектар в усіх ярусах лісу, від підліску до крон дерев.
В Коста-Риці гніздування у білоголових колібрі відбувається з січня по травень. Самці збираються на токовишах групами до 6 птахів, приваблюючи самиць співом. Гніздо невелике, чашоподібне, робиться з луски деревоподібної папороті і павутиння, зовні покривається мохом і лишайником, прикріплюється до гілки або ліани на висоті від 1,7 до 3 м над землею. В кладці 2 яйця. Інкубаційний період триває приблизно 2 тижні, пташенята покидають гніздо через 2 дні після вилуплення.